# Rădășeni, Suceava
Rădășeni este satul de reședință al comunei cu același nume din județul Suceava, Moldova, România.

## Istoric
Satul Rădășeni este așezat pe un deal înalt pe care sunt cultivați pomi fructiferi. El se află la o distanță de 2 km vest de municipiul Fălticeni.
Cel mai vechi document istoric cunoscut în care se pomenește de Rădășeni datează de la 16 februarie 1424, din timpul domniei lui Alexandru cel Bun (1400-1432): „Din mila lui Dumnezeu, noi Alexandru Voievod, domn al Țării Moldovei. Facem cunoscut cu această carte a noastră celor ce o vor vedea sau o vor auzi cetindu-se că acest adevărat popa Iuga ne-a slujit nouă credincios. De aceea noi, văzând dreapta și credincioasa lui slujbă către noi, l-am miluit cu deosebita noastră milă și i-am dat în țara noastră un sat lângă Baia, anume Buciumeni (...). Iar hotarul acestui sat începând (...) până la pârâul ce merge la Radeșani, lângă Stăniga”. Această danie a fost întărită 10 ani mai târziu de către domnitorul Ștefan al II-lea al Moldovei.
După construirea Mănăstirii Slatina (1554-1558) de către domnitorul Alexandru Lăpușneanu, satul Rădășeni a devenit moșie mănăstirească. Conform tradiției, domnitorul Ștefan Tomșa al II-lea (1611-1615 și 1621-1623) ar fi învățat carte la Rădășeni și apoi, după urcarea sa pe tronul Moldovei, ar fi făcut Rădășenii sat domnesc.

## Personalități
- Timotei Aioanei (n. 1966), episcop ortodox